# NGC 3264
NGC 3264 est une galaxie spirale située dans la constellation de la Grande Ourse. NGC 3264 a été découverte par l'astronome britannique John Herschel en 1831.

## Caractéristiques
Sa vitesse par rapport au fond diffus cosmologique est de 1 006 ± 12 km/s, ce qui correspond à une distance de Hubble de 16,31 ± 1,15 Mpc (∼53,2 millions d'al).
À ce jour, sept mesures non basées sur le décalage vers le rouge (redshift) donnent une distance de 18,800 ± 4,247 Mpc (∼61,3 millions d'al), ce qui est à l'intérieur des valeurs de la distance de Hubble. Puisque cette galaxie est relativement rapprochée du Groupe local, il est probable que cette valeur soit plus près de la distance réelle de NGC 3264. Notons que c'est avec la valeur moyenne des mesures indépendantes, lorsqu'elles existent, que la base de données NASA/IPAC calcule le diamètre d'une galaxie.
La classe de luminosité de NGC 3264 est IV-V et elle présente une large raie HI. Elle renferme également des régions d'hydrogène ionisé.

## Groupe de NGC 3264
NGC 3264 est une galaxie brillante dans le domaine des rayons X et elle fait partie d'un groupe de galaxies qui porte son nom. Le groupe de NGC 3264 comprend au moins six galaxies. Les cinq autres galaxies de ce groupe sont NGC 3206, NGC 3220, NGC 3353, UGC 5848 et UGCA 211. Ce même groupe avec les mêmes galaxies est aussi mentionné dans un article publié par A.M. Garcia en 1993.